# Слободне територије у Народноослободилачком рату
Слободне територије, или партизанске републике, је био назив за ослобођене територије на подручју Југославије под контролом Народноослободилачког покрета, током Другог светског рата, од 1941. до 1945. године. На овим територијама налазиле су се јединице Народноослободилачке војске и деловала је народна власт (Народноослободилачки одбори и друге организације), као и организације — Комунистичке партије Југославије, Савеза комунистичке омладине Југославије, Уједињеног савеза антифашистичке омладине Југославије, Антифашистичког фронта жена и др.

## Дефиниција
Постоје разлике у приступу дефинисању слободне територије. Према мр Слободану Бранковићу, „исправно је оно стајалиште по коме је сва државна територија изван окупиране, тј. изван оног дела на коме се не врши де јуре и де факто окупација (члан 42. Правилника уз Четврту хашку конвенцију)" - слободна. Остали аутори углавном имају рестриктивнији приступ. На пример, према Лексикону НОР-а слободном територијом сматра се област у којој је срушена окупаторска и успостављена и функционише сопствена војна и цивилна власт.

## Оперативни значај слободних територија
Успостављањем окупације 1941, на већем делу Југославије окупатори и квислиншке снаге успоставиле су густу мрежу војних и полицијских постаја. Оне су имале за циљ одржавање окупационог поретка и омогућавале су економску експлоатацију, пљачку и терор над становништвом. Ликвидација ове окупационе мреже онемогућивала је економско искоришћавање, терор и врбовање људства у квислиншке формације. Тако је стварана територија изван домашаја окупаторске и квислиншке управе. За ослободилачке снаге, она је представљала базу за даљи развој и просторију за смештај позадинских установа.
Слободне територије настајале су офанзивним дејствима партизанских снага. С обзиром на карактер тих дејстава током рата, мењала се и улога слободних територија. У првој фази, током устанка, слободне територије брањене су и освајане фронталним дејствима партизанских (и четничких у једном периоду) одреда. С обзиром на велику бројчану и техничку надмоћ, окупаторске снаге после извесног времена успевале су да скрше одбрану слободне територије, наносећи тешке губитке борцима и становништву.
У другој фази, формирањем већег броја бригада као брзих маневарских формација невезаних за територију, настала је Народноослободилачка војска. Тиме је рат добио на интензитету. Окупатори и квислинзи били су присиљени да напусте бројне пунктове и повуку слабе посаде неспособне да издрже напад, а све већи број градова на све широј територији био је под ударом или у опасности од напада НОВЈ. Упркос непрекидном гомилању окупаторских трупа, слободна територија се ширила. Окупатори и квислинзи и даље су задржали бројчану и техничку надмоћ, али више нису имали снага да држе целокупну територију, ни времена да на појединим поново запоседнутим деловима врше тако интензиван терор као у првој фази. У овој фази слободна територија брањена је динамички, провођењем принципа офанзивности и сврсисходним коришћењем оперативног простора и времена. Подручја захваћеног осовинском офанзивом брањена су локално еластичном маневарском одбраном, а у ширем захвату интензивним офанзивним акцијама снага НОВЈ у другим крајевима, чиме је ометана и онемогућавана концентрација и задржавање осовинских снага. Тако је било могуће да у време интензивног присуства осовинских снага буде слободна пространа територија са бројним градовима. На пример, у Југославији се западно од Дрине и Лима новембра 1943. налазило 14 немачких комплетних дивизија, делови више других дивизија и већи број самосталних пукова. Упркос њима, и јаким квислиншким снагама, слободна територија обухватала је Копривницу, Оточац, Сењ, Карлобаг, Кореницу, Удбину, Доњи Лапац, Сански Мост, Босански Петровац, Дрвар, Босанско Грахово, Јајце, Бугојно, Купрес, Ливно, Трогир, Корчулу, Брач, Хвар, Вис, Босански Шамац, Тузлу, Зворник, Бијељину, Кладањ, Олово, Власеницу, Зворник, Фочу, Вишеград, Пљевља, Прибој, Пријепоље, Беране, Бијело Поље, Мојковац, Колашин и друге.

## Организација живота на слободној територији
На слободним територијама под контролом Народноослободилачког покрета уништавани су окупаторски и квинслишки органи власти и постепено су стварани нови органи власти „народна власт“, која је у сарадњи са командама подручја, командама места и партизанским стражама организовала целокупни живот на ослобођеном подручју. На овим територијама налазило се војно и политичко руковдство Народноослободилачког покрета - Врховни штаб НОВ и ПОЈ, Централни комитет Комунистичке партије Југославије, Извршни одбор АВНОЈ-а (касније Председништво АВНОЈ-а), Национални комитет ослобођења Југославије и др.
Искуства стечена у току лета 1941. године, на ослобођеној територији западне Србији „Ужичкој републици“, послужила су за даљу разраду и усавршавање организације живота на слободној територији. За време боравка у Фочи, почетком 1942. године, руководство Народноослободилачког покрета је донело Фочанске прописе, којима су дата објашњења и упутства за рад Народноослободилачких одбора. Септембра 1942. године донети су Дринићки прописи у којима су дата објашњења о избору, структури и задацима народноослободилачких одбора и наредба о организовању позадинских војних власти. На ослобођеној територији „Бихаћке републике“, одржано је од 27. до 29. новембра Прво заседање АВНОЈ-а, на ком је Антифашистичко веће народног ослобођења Југославије (АВНОЈ) конституисано као највиши орган ослободилачке борбе, а његов Извршни одбор је руководио радом народноослободилачких одбора. Крајем 1942. године, одржани су први слободни избори за сеоске, општинске и среске Народноослободилачке одборе на слободној територији западне Босне, Лике и Кордуна, а затим и у другим ослобођеним територијама. На ослобођеној територији је током децембра 1942. године одржан Први конгрес Уједињеног савеза антифашистичке омладине Југославије (УСАОЈ), у Бихаћу и Први конгрес Антифашистичког фронта жена (АФЖ) у Босанском Петровцу.

## Списак партизанских република
- Ужичка република – назив за ослобођену територију западне Србије чије је средиште представљало ослобођено Ужице. Ова ослобођена територија настала је крајем лета 1941. године (Ужице је ослобођено 24. септембра) и постојала је сво до почетка децембра, када су се под снажним налетом немачких снага (Прва непријатељска офанзива) партизанске снаге морале повући у Санџак. Иако је трајала веома кратко, свега два и по месеца, била је веома значајна јер је на њој Народноослободилачки покрет успео да формирао прву своју слободну територију и изврши организацију живота и позадине. У ослобођено Ужице је било центар устанка у Југославији и у њему се налазило војно и политичко руководство НОП-а - Врховни штаб и Централни комитет КПЈ, као и друге војно-политичке организације; функционисла је партизанска фабрика оружја и излазила „Борба“.
- Фочанска република – назив за ослобођену територију дела источне Босне, чије је средиште представљала ослобођена Фоча. Ова ослобођена територија настала је крајем 1941. и почетком 1942. године (Фоча је ослобађена 20. јануара) продором главнине јединица НОПО Југославије и и тада формиране Прве пролетерске бригаде и постојала све до маја 1942. када је отпочела италијанско-усташка офанзива, а главнина партизанских снага кренула пут Босанске крајине. За време свог постојања, од три и по месеца, била је центар ослободилачке борбе народа Југославије, а у њој су се налазило војно и политичко руководство НОП-а - Врховни штаб и Централни комитет КПЈ. Токо боравка у Фочи, руководство НОП-а је донело неколико значјаних одлука, као што су одлука о формирању Добровољачке војске, Фочанске прописе, Статут пролетерских бригада и др.
- Бихаћка република – назив за ослобођену територију која је настала после бихаћке операције и ослобођења Бихаћа 4. новембра 1942. спајањем до тада ослобођених територија Босанске крајине и суседних области Хрватске. Бихаћ је од тада до краја јануара 1943. био седиште ЦК КПЈ и Врховног штаба НОВ и ПОЈ и центар те територије. Офанзивним дејством НОВЈ, посебно у средњој Босни, ова слободна територија је проширивана до средине јануара 1943. године. Простирала се од прилаза Карловцу и Загребу, до реке Босне и Неретве и захватала је око 50.000 km². Ова слободна територија окончана је 27. јануара 1943. године, уласком немачких јединица у град током прве фазе Операције Вајс.
- Дебарца и Копачка, Маврово и Бистра, Преспа, Кожуф и Козјак – слободне територије које су формиране током 1943. године на подручју Македоније. Слободна територија на Кожуфу била је повезана са слободном територијом ЕЛАС-а на Пајак планини и Караџови, те се постепено повезала са слободним територијама у рејонима Ђевђелије, Тиквеша и Маријова. Слободна територија на планини Козјак обухватила је рејон Криве Паланке, Руен планине и Куманова. У западном делу Македоније до ширења ослобођених територија дошло је након капитулације Италије, те је њиховим обједињавањем дошло до стварања слободне територије „Дебарца“ са два слободна града: Кичево и Дебар. Мања слободна територија код Преспе служила је као веза између великих слободних територија Дебарце и на Кожуфу. Нна слободним територијама била је организована народна власт, војнопозадински органи, прве школе на македонском језику и припреме за Прво заседање АСНОМ-а.[3]
- Дрварска република – Дрвар је за време Другог светског рата чак 2/3 времена био слободан град.  У њему је 27. јула 1941. године изведена прва устаничка акција на територији Босне и Херцеговине. Дрвар се налазио 60 дана под контролом устаника све до 25. септембра 1941, уласком италијанских окупационих снага у град. После другог ослобођења града, 1. јула 1942. године, окупатор је успео само два пута да продре у град: 27. фебруара 1943. године, за време Четврте непријатељске офанзиве, када се одржао свега 23 дана и 25. маја 1944. године за време Дрварске операције. Од јуна 1944. Дрвар је поновно био делом слободне територије.
- Дурмиторска република – назив за слободну територију која је постојала током Другог светског рата у Црној Гори, на простору Дурмитора, од августа 1941. до августа 1942. године. До августа 1942. године, услед треће непријатељске офанзиве, партизани су били принуђени да се повуку из већег дела Дурмитора. Иако су задржали поједине енклаве у планинским пределима, формална контрола над већим делом територије била је изгубљена.
- Подравска република – назив за ослобођено подручје Подравине формирано након капитулације Италије, када је главнина немачких снага упућена према зонама с којих су се Италијани повукли. Дана 7. новембра 1943. године ослобођена је и Копривница која је постала центар Подравске републике. На целом подручју развијао се цивилни живот под влашћу НОО-а, с разним културним, просветним и пропагандним активностима. Присуство партизана допринело је оснивању нових војних јединица и јачању НОВЈ у северозападној Хрватској. Подравска република престала је да постоји 9. фебруара 1944. након снажне немачко-усташке офанзиве.